# RCN Televisión
РЦН Телевисион (шп. RCN Televisión) је колумбијска бесплатна телевизијска мрежа у власништву Organización Ardila Lülle. Основан је као компанија за производњу телевизијског садржаја 23. марта 1967. године, а званично је покренут као независни канал 10. јула 1998. године. Његов главни акционар је Карлос Ардила Лулле. Произвела је Ружна Бети, једну од најуспешнијих колумбијских теленовела.

## РЦН у Србији
Теленовеле РЦН Телевисион присутне су у Србији од 1999. године. Прва емисија је била Марија, емитована је на локалној телевизији.
До данас је емитовано 4 теленовела РЦН Телевисион
| Наслов у Србији      | Оригинални наслов | Интернационални наслов | Година снимања | Година приказивања | Телевизија      |
| -------------------- | ----------------- | ---------------------- | -------------- | ------------------ | --------------- |
| Марија               |                   |                        | 1991.—1991     | 1999               | Трећи канал РТС |
| Кафа са мирисом жене |                   |                        | 1994.—1995     | 2002.—2003         | Трећи канал РТС |
| Снови и огледала     |                   |                        | 1994.—1994     | 2004.—2004         | Кошава ТВ       |
| Ружна Бети           |                   |                        | 1999.—2001     | 2005.—2005         | РТВ БК          |